# Daniel Inouye
Daniel Ken Inouye (wymowa nazwiska: Ken Inoue 井上建 Inoue Ken) ur. 7 września 1924 w Honolulu, zm. 17 grudnia 2012 w Waszyngtonie) – amerykański polityk, działacz Partii Demokratycznej, który reprezentował ojczysty stan Hawaje w Senacie Stanów Zjednoczonych od 1963.
Od 28 czerwca 2010 przewodniczący pro tempore Senatu Stanów Zjednoczonych, zastąpił na tym stanowisku zmarłego Roberta Byrda.
W latach 1959–1963 zasiadał w Izbie Reprezentantów, a więc reprezentował Hawaje nieprzerwanie od uzyskania przez nie statusu 50. stanu USA. Był też pierwszym senatorem pochodzenia japońskiego. Odznaczony m.in. Medalem Honoru i japońskim Orderem Wschodzącego Słońca.

## Życiorys

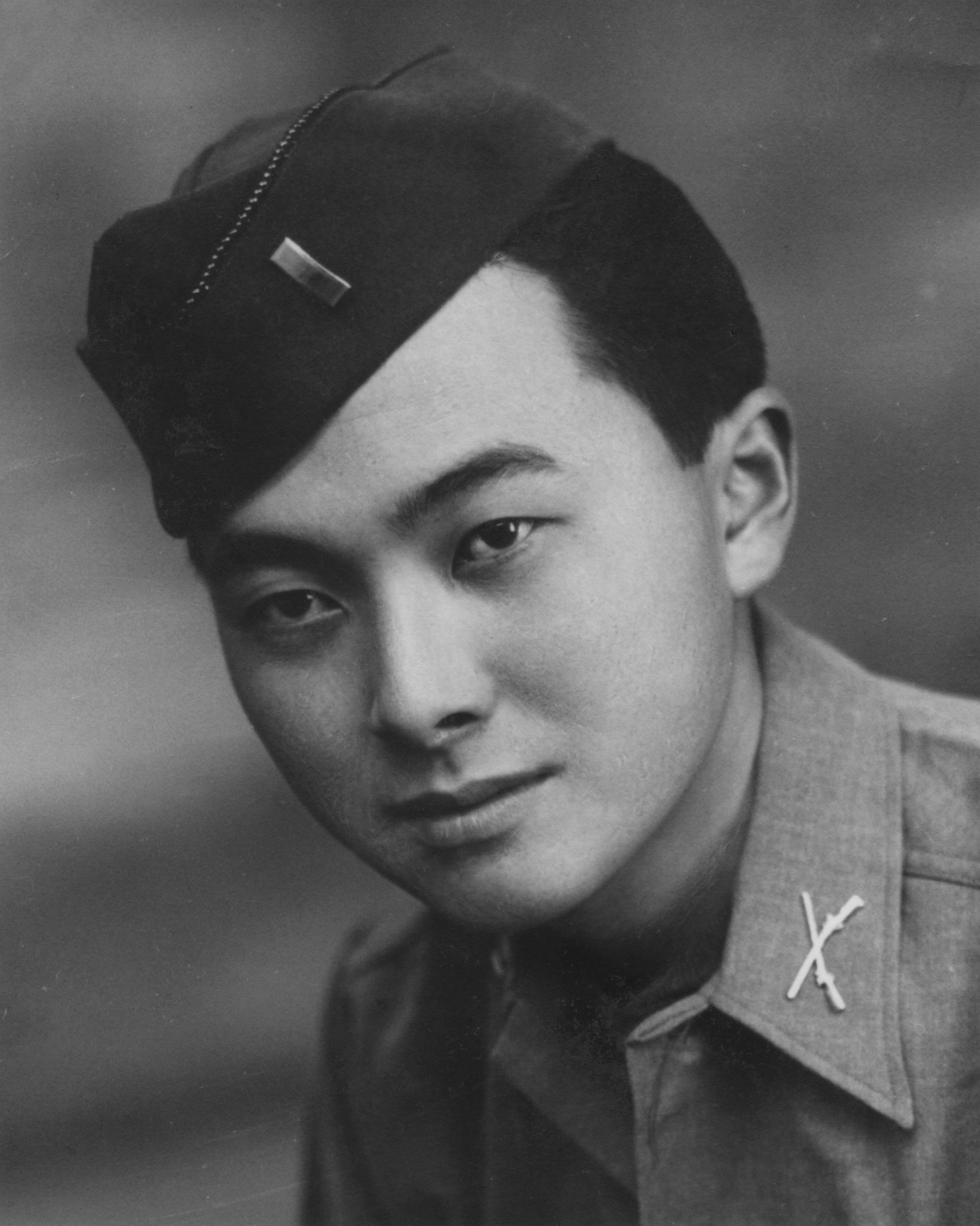
Por. Daniel Ken Inouye
w mundurze US Army

Urodził się w Honolulu jako syn imigrantów japońskich. Uczęszczał do miejscowych szkół publicznych. W czasie II wojny światowej służył w szeregach US Army jako ochotnik (1943–1947), początkowo w stopniu szeregowego. Zwolniono go ze służby w randze kapitana. Za swoją dzielność w boju został uhonorowany 21 czerwca 2001 Kongresowym Medalem Honoru. W trakcie walk stracił prawą rękę.
W 1950 ukończył studia na Uniwersytecie Hawajskim. Następnie kontynuował studia na wydziale prawa George Washington University, które ukończył w 1952. W 1953 przyjęto go do palestry, dzięki temu mógł rozpocząć prywatną praktykę.
Jego żona, z którą przeżył ponad 57 lat, zmarła 13 marca 2006. Miał z nią syna, Daniela Kena juniora.

### Wczesna kariera publiczna
Jego pierwszym publicznym stanowiskiem była praca w charakterze asystenta prokuratora publicznego w Honolulu (1953–1954). W latach 1954–1958 zasiadał w terytorialnej Izbie Reprezentantów, cały czas piastując urząd lidera większości. Z kolei lata 1954–1958 spędził w hawajskim Senacie.

### Pierwszy kongresmen z Hawajów
Po przyjęciu Hawajów do Unii jako 50. stanu zdobył nominację Partii Demokratycznej jako kandydat na jedynego wówczas reprezentanta Hawajów w Izbie Reprezentantów Stanów Zjednoczonych (istniał tam tylko jeden okręg wyborczy, tzw. At-Large. Drugi stworzono kiedy już zasiadał w Senacie). Po wygraniu wyborów, 21 sierpnia 1959 objął urząd. W 1960 został wybrany ponownie i zasiadał w Izbie Reprezentantów do 3 stycznia 1963.

### Senator
Kiedy urzędujący senator, demokrata Oren E. Long, nie ubiegał się o reelekcję w 1962 Inouye zdobył nominację i na to stanowisko. Wygrał wybory większością 69,4 do 30,6 procent głosów. Jego rywalem był republikanin Ben Dillingham. Wybierano go ponownie w latach 1968, 1974, 1980, 1986, 1992, 1998, 2004 i 2010.
Inouye stał się szeroko znany, kiedy był członkiem specjalnej senackiej komisji ds. zbadania Watergate. To on przewodniczył też komisji do zbadania afery Iran-Contras (1987–1989).
23 maja 2005 Inouye był jednym z umiarkowanych senatorów demokratycznych, którzy poszli na kompromis z republikanami w sprawie zatwierdzenia trzech konserwatywnych nominacji prezydenta George’a W. Busha, aby uniknąć impasu, przy czym demokraci zachowali sobie prawo korzystnej interwencji w przyszłości.

#### Poglądy polityczne
Daniel Inouye był określany jako umiarkowany liberał:
- popierał prawo kobiet do przerywania ciąży;
- popierał pełne i równe prawa obywatelskie dla osób innej orientacji seksualnej;
- sprzeciwiał się planom prywatyzacji programu ubezpieczeń społecznych;
- sprzeciwiał się nieograniczonemu prawu do posiadania broni palnej;
- nie popierał instytucji kary śmierci;
- nie popierał kontrowersyjnego PATRIOT ACT;
- głosował w 2002 przeciwko zgodzie na interwencję w Iraku.